# برايان ماكسين
برايان ماكسين (بالإنجليزية: Brian Maxine)‏ هو مصارع محترف بريطاني، ولد في 13 أغسطس 1938 في ليفربول في المملكة المتحدة.

## روابط خارجية
- برايان ماكسين على موقع CageMatch worker (الإنجليزية)